# Heinz Erhardt
Pour les articles homonymes, voir Erhardt.
Heinz Erhardt (en russe : Гейнц Эрхарт), né le 20 février 1909 à Riga, dans le gouvernement de Livonie, alors dans l'Empire russe et mort le 5 juin 1979 à Hambourg en RFA, est un musicien et acteur allemand d'origine germano-balte.

## Biographie
Heinz Erhardt est le fils d'un maître de chapelle germano-balte, Gustl Erhardt, mais il fut élevé par ses grands-parents maternels, car ses parents se séparèrent dans sa petite enfance. Il fut élevé à Riga, où son grand-père, Paul Neldner, était propriétaire d'une maison de musique. Il lui fit donner des leçons de piano qui le menèrent à Saint-Pétersbourg.
Cependant, la fin de la Première Guerre mondiale et l'écroulement de la Russie impériale, puis la création de la nouvelle Lettonie, provoquent en 1919 son exil en Allemagne, où son père s'était réfugié. Il vit d'abord à Wenniger Mark, près de Hanovre avec son père et sa belle-mère qui n'avait que neuf ans de plus que lui. Il est mis en pension dans un internat de Barsinghausen, jusqu'en 1924, puis au Realgymnasium (Lycée moderne). Il retourne à Riga, où il étudie au Lycée allemand où il découvre le théâtre amateur. Il échoue à son baccalauréat et retourne en Allemagne, où il s'inscrit au conservatoire de Leipzig. Il y étudie le piano et la composition. Ses grands-parents ne soutiennent pas sa vocation de pianiste, souhaitant qu'il s'oriente vers des études commerciales, afin d'entrer dans la maison de vente de musique familiale.
C'est ainsi qu'Erhardt se retrouve employé de son grand-père de 1928 à 1938 à Riga. Parallèlement, il se met à écrire des poèmes et des textes humoristiques et à composer des chansons pour de petites scènes de Riga, cafés et cabarets. Il est remarqué à Dantzig et à Königsberg. 
Erhardt épouse en 1935 la fille de l'ancien consul italien de Saint-Pétersbourg, Gilda Zanetti (1913-1987), qui lui donnera quatre enfants : Grit (1936), Verena (1940), Gero (1943), Marita (1944). 
Erhardt est engagé à Berlin en 1938 au Cabaret du Comique (Kabarett der Komiker), fondé en 1924 par Paul Morgan et Max Hansen.
Il est enrôlé dans la marine allemande en 1941, bien qu'il eût été réformé deux fois auparavant à cause de sa mauvaise vue et du fait qu'il ne savait pas nager ! Il est cantonné à Stralsund et se retrouve dans l'orchestre de la caserne. Pendant la guerre, il sera affecté dans plusieurs régiments, mais ne se servira jamais d'une arme. Il compose.
Après la guerre, il habite en famille à Wellingsbüttel, dans les environs de Hambourg. Il travaille pour la radio Nordwestdeutscher Rundfunk qui mit dans son programme son Opéra de dix sous (10-Pfennig-Oper) en 1948.
Il se fait connaître alors pour ses textes humoristiques et ses chansons légères et devient acteur et mime. Il tourne dans de nombreux films et crée des personnages comiques, toujours polis, comme l'oncle de la famille et des personnages typiques de l'Allemagne industrieuse du Miracle économique. Il fonde une société de production en 1960 la Heinz-Erhardt-Produktion.
Dans les années 1970, sa santé s'altère, il a une attaque en 1971, ce qui met fin à sa carrière d'acteur. Il meurt en 1979 d'une crise cardiaque quatre jours après avoir reçu la croix de commandeur de l'ordre du Mérite de la République fédérale d'Allemagne et est enterré à Hambourg, au cimetière d'Ohlsdorf. Pour le centième anniversaire de sa naissance, la poste allemande a édité un timbre en sa mémoire.

## Filmographie partielle
- 1957 : Witwer mit 5 Töchtern
- 1958 : Immer die Radfahrer
- 1958 : So ein Millionär hat’s schwer
- 1958 : Vater, Mutter und neun Kinder
- 1959 : Der Haustyrann
- 1959 : Natürlich die Autofahrer
- 1959 : Drillinge an Bord
- 1960 : Der letzte Fußgänger (de)
- 1961 : Kauf Dir einen bunten Luftballon
- 1961 : Mein Mann, das Wirtschaftswunder
- 1961 : Ach Egon!
- 1961 : Trois hommes dans un bateau (de)
- 1961 : Freddy und der Millionär
- 1962 : Le Livre de San Michele
- 1964 : Marika, un super show
- 1965 : L'Appât de l'or noir
- 1966 : Comment j'ai appris à aimer les femmes
- 1970 : Ces messieurs aux gilets blancs
- 1970 : Was ist denn bloß mit Willi los?
- 1970 : Das kann doch unsren Willi nicht erschüttern
- 1971 : Unser Willi ist der Beste
- 1972 : Willi wird das Kind schon schaukeln